# IK Franke
IK Franke bildades 1943 i Västerås. Huvudsporten kom att bli fotboll trots att de första framgångarna kom i bandy, genom bland annat ett SM-guld för juniorer, vilket man vann 1958.
IK Franke tränas av Daniel Malmlöf.
Säsongen 2016 spelade laget i Division 2 för första gången i klubbens historia. Säsongen 2022 vann man division 3 och är inför säsongen 2023 tillbaka i landets fjärde högsta serie. Lagets hemmaplan är Råby IP och matchtröjor är gröna.
Föreningen har bland annat fostrat de före detta landslagsspelarna Gary Sundgren och Pontus Kåmark samt även Victor Nilsson Lindelöf.

## Säsongen 2015
Säsongen 2015 kom laget 2:a i Division 3 Västra Svealand vilket innebar en kvalplats upp till Division 2. I första kvalomgången besegrades Bollnäs GIF i ett dubbelmöte efter 1-0 på Råby IP och 2-2 på Solrosens IP. I andra kvalomgången stod Strömsbergs IF för motståndet. Franke förlorade första matchen med 1-0 på hemmaplan och i andra matchen vanns med 2-1. Franke gick vidare på fler bortamål vid det totala resultatet 2-2 och spelar därför säsongen 2016 i Division 2.

## Spelartrupp 2023
| Nummer      | Land    | Spelare                  | Ålder | Kom från             |
| ----------- | ------- | ------------------------ | ----- | -------------------- |
| Målvakter   |         |                          |       |                      |
| 1           | Sverige | Tim Månsson              | 24    | Onsala BK 2022       |
| 30          | Sverige | Philip Ansell            | 20    | Västerås SK FK 2023  |
| Försvarare  |         |                          |       |                      |
| 2           | Sverige | Jakob Rylander           | 21    | Västerås SK FK 2021  |
| 3           | Sverige | Rasmus Lindemann         | 24    | Skiljebo SK 2022     |
| 4           | Sverige | Gustav Torseng           | 25    | Skiljebo SK 2022     |
| 5           | Sverige | Linus Rytterström        | 22    | Västerås SK FK 2021  |
| 13          | Sverige | Liam Schweitz            | 21    | Västerås SK FK 2021  |
| 14          | Sverige | Albin Welén              | 24    | Västerås IK 2017     |
| 15          | Sverige | Alexander Nordström Käll | 24    | Värmbols FC 2020     |
| 20          | Sverige | Carl Lindblad            | 20    | Västerås SK FK 2023  |
| 22          | Sverige | Carl Siljander           | 24    | Enköping SK FK 2022  |
| 96          | Sverige | Lucas Pennanen           | 25    | Västerås IK 2020     |
| Mittfältare |         |                          |       |                      |
| 6           | Sverige | Oscar Danielsson         | 27    | Syrianska IF 2023    |
| 7           | Sverige | Daniel Johansson         | 26    | Syrianska IF 2020    |
| 8           | Sverige | Casper Olofsson          | 21    | Västerås SK FK 2021  |
| 12          | Sverige | Elias Lütje              | 20    | IK Franke u19 2021   |
| 29          | Sverige | Elias Jirlind Andersson  | 20    | Sala FF 2022         |
| 77          | Sverige | Bender Beyan             | 23    | Steinkjer FK 2022    |
| Forwards    |         |                          |       |                      |
| 9           | Sverige | Modi Abshir              | 24    | Skiljebo SK 2022     |
| 10          | Sverige | Ali Sheikomar            | 26    | Skiljebo SK 2022     |
| 11          | Sverige | Daniel Hanna             | 22    | Västerås IK 2023     |
| 17          | Sverige | Carl Tersmeden Snickars  | 24    | Skiljebo SK 2022     |
| 80          | Sverige | Carlos Jacinto           | 21    | Gideonsbergs IF 2022 |

## Övrigt
Skådespelaren Lars Ekborg var med och grundade föreningen.[källa behövs]

### Fotnoter
1. ↑  ”Svenska Bandyförbundet”. https://www.svenskbandy.se/BANDYFINALEN/HISTORIK/Svenskamastare/p1920/. Läst 7 september 2011.